# Kajlas

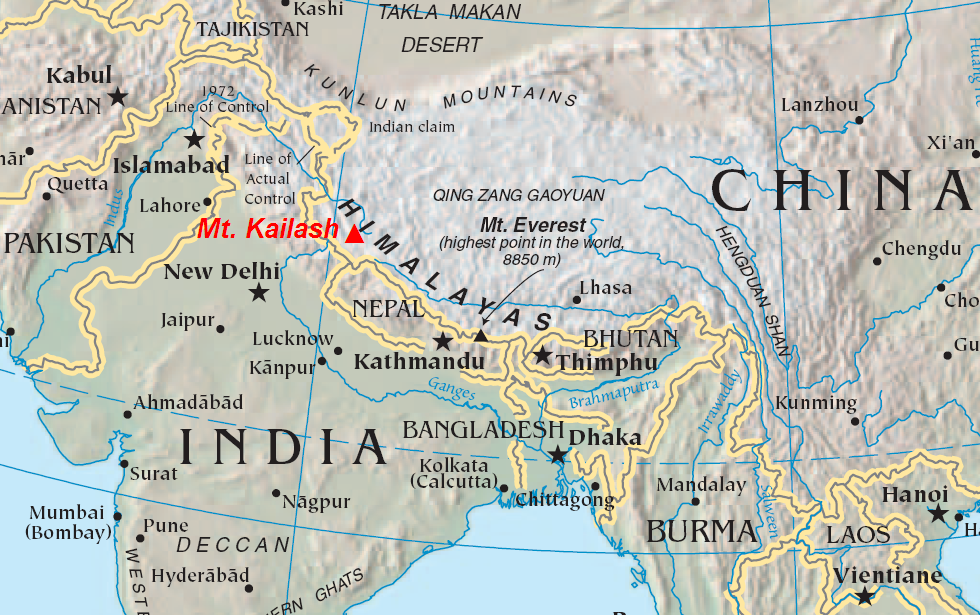
Położenie góry Kajlas

Kajlas (ang.: Mount Kailash; dewanagari: कैलाश पर्वत, trl. Kailāśa Parvata; tyb.: གངས་རིན་པོ་ཆེ, Wylie: gangs rin po che, ZWPY: Kangrinboqê; chiń.: 冈仁波齐峰, pinyin: Gāngrénbōqí Fēng) – szczyt w paśmie Gangdisê w Transhimalajach na Wyżynie Tybetańskiej, wierzchołek wznosi się na wysokość 6714 m n.p.m. (wybitność: 1319 m). Leży w Chinach, w Tybecie. W pobliżu położone są jeziora Manasarowar i Rakszastal.
U podnóża znajdują się źródła dłuższych rzek w Azji: Indusu i jego dopływu Satledź oraz Brahmaputry. Jest to święte miejsce dla wyznawców czterech religii: hinduizmu, buddyzmu, dżinizmu i bön. Postrzegana bywa jako archetypowa manifestacja mitycznej świętej góry.

## Pielgrzymki

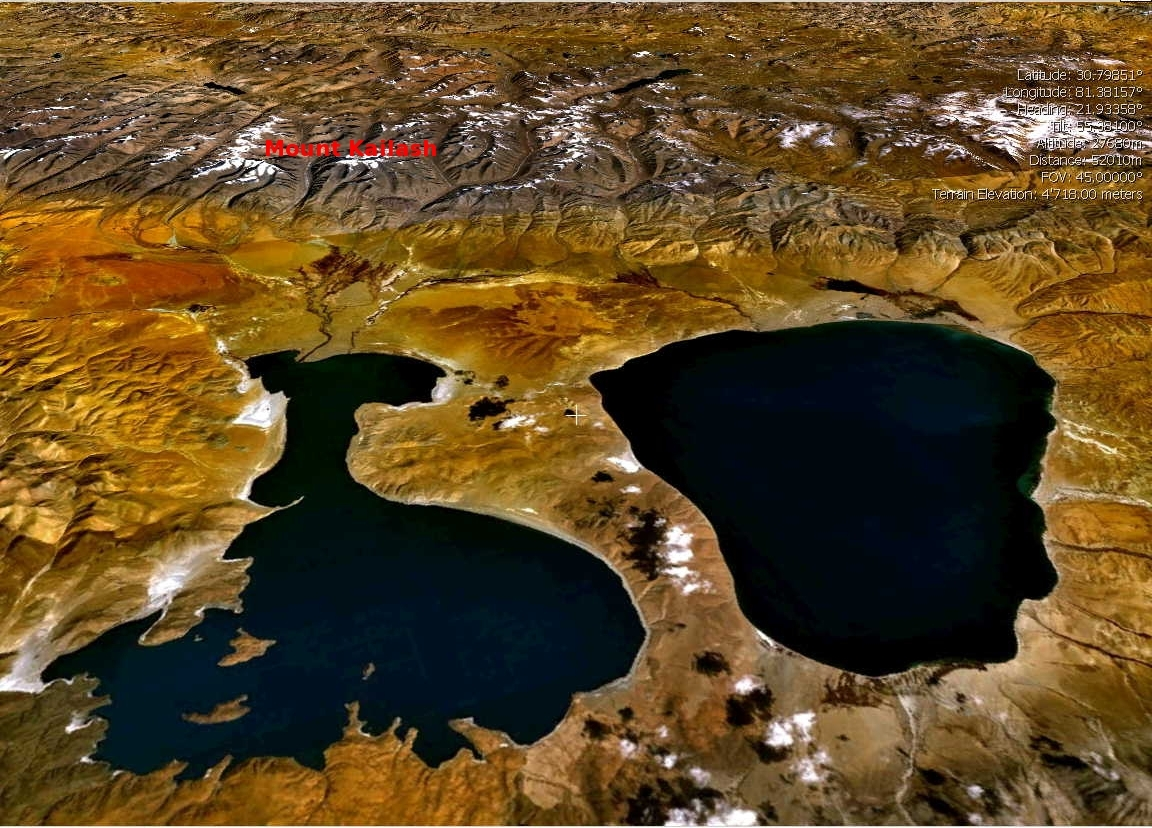
Satelitarne zdjęcie góry Kajlas z jeziorami Rakszatal po lewej Manasarowar po prawej.

Corocznie tysiące ludzi odbywa pielgrzymkę do góry Kajlas, zgodnie z tradycją liczącą tysiące lat. Pielgrzymi wielu religii wierzą, że okrążenie góry na piechotę jest świętym rytuałem, który przynosi szczęście. Wędrówkę w kierunku zgodnym z ruchem wskazówek zegara odbywają hinduiści i buddyści, a w kierunku przeciwnym wędrują wyznawcy dźinizmu i tradycyjnej religii tybetańskiej bön. Trasa wokół góry Kajlas liczy 52 km.

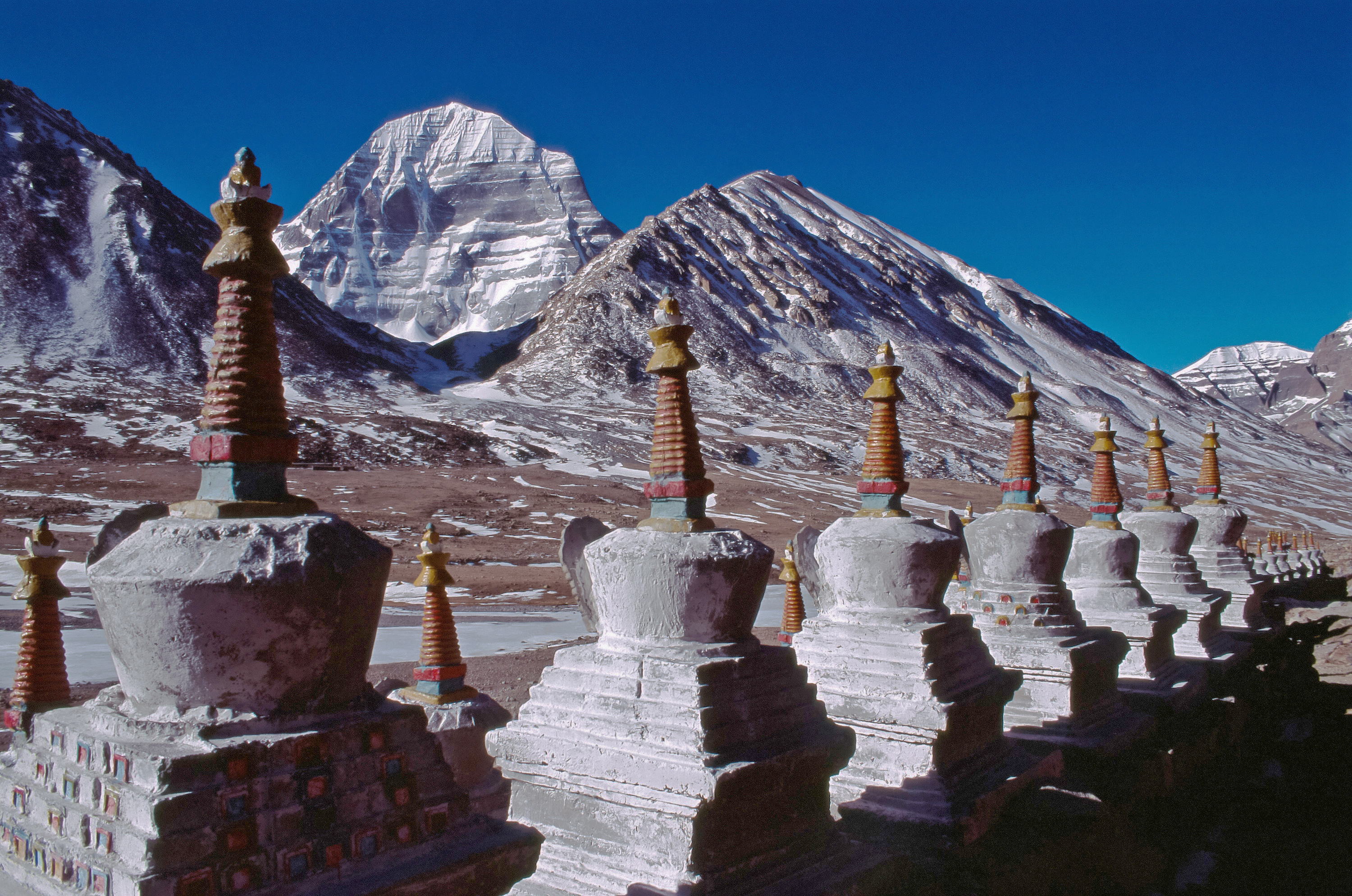
Stupy z północną ścianą góry Kajlas w tle

Niektórzy pielgrzymi wierzą, że cała trasa wokół góry powinna być pokonana w ciągu jednego dnia, co nie jest łatwym zadaniem. Idącej szybko osobie w dobrej formie wędrówka licząca 52 km zajęłaby prawdopodobnie 15 godzin. Ci najbardziej gorliwi próbują osiągnąć ten wyczyn, nie zrażając się nierównościami terenu, chorobą wysokościową i trudnymi warunkami. W rzeczywistości inni pielgrzymi mają o wiele poważniejsze zadanie, odmierzając całą drogę długością swojego ciała: pielgrzym pochyla się, klęka, wyciąga się na całą długość, robi znak palcami, podnosi się na kolana, modli się, a następnie pełznie do przodu na kolanach i rękach do znaku, który jego czy jej ręce uczyniły, powtarzając czynności. Wymaga to od pielgrzyma przynajmniej czterech tygodni i ogromnej wytrzymałości fizycznej, aby mógł dokonać obejścia góry tym sposobem. Góra jest położona w dość odległej i niegościnnej części tybetańskich Himalajów. Istnieje tu nieco nowoczesnych udogodnień, takich jak ławki, miejsca odpoczynku i kioski z przekąskami, które mają ułatwić pielgrzymom ich zadanie. Według wszystkich religii czczących górę, wejście na nią jest wielkim grzechem. Uważa się, że wielu z tych, którzy odważyli się złamać tabu, zginęło w trakcie wspinaczki. Popularne jest też przekonanie, że schody na górę Kajlas prowadzą do nieba.
Hinduiści wierzą, że jest to siedziba boga Śiwy. Ze względu na spory graniczne w latach 1954–1978 między Indiami a Chinami, pielgrzymki do legendarnej siedziby Śiwy były niemożliwe.  Później umożliwiano odwiedzanie tego miejsca ograniczonym grupom hinduskich pielgrzymów pod nadzorem obu rządów, Indii i Chin. Długie i niebezpieczne podróże odbywały się albo drogą lądową z Katmandu, albo z Lhasy, do której można polecieć samolotem z Katmandu, a potem samochodem przez Wyżynę Tybetańską. Podróż z noclegami trwa 4 doby i kończy się w Darchen na wysokości ok. 4600 m n.p.m., małej wiosce zatłoczonej w określonych porach roku przez pielgrzymów. Ze względu na minimalnie rozwiniętą infrastrukturę, nowoczesne pensjonaty dostępne są tylko dla zagranicznych pielgrzymów, podczas gdy tybetańscy śpią głównie w swoich namiotach. W 1997 roku szwajcarska fundacja Swiss Ngari Korsum Foundation wybudowała tutaj regionalne centrum medyczne obsługujące zachodni Tybet.
Wędrówkę dookoła góry, trwającą około trzech dni, można odbyć pieszo, na kucu lub na jaku, startując na wysokości ok. 4600 m n.p.m., przebywając Tarboche, a potem przełęcz Drölma (5500 m n.p.m.) i nocując dwukrotnie na szlaku w namiocie. Pierwszy nocleg wypada w pobliżu łąki Dirapuk gompa, ok. 2–3 km przed przełęczą, a drugi po jej przekroczeniu i zejściu tak daleko, jak się da i widząc w oddali Gauri Kund, cel pielgrzymek hinduistów.

## Geologia
Region dookoła góry Kajlas i obszar górnego biegu Indusu charakteryzuje się dużą ilością uskoków w skałach metamorficznych od późnej kredy do skał osadowych środkowego kenozoiku, które zostały intrudowane kenozoicznymi, granitowymi skałami magmowymi. Wydaje się, że góra Kajlas jest ostańcem zbudowanym z metasedymentów leżących na granitowym podłożu. Skały kenozoiczne są reprezentowane przez przybrzeżne, morskie wapienie zdeponowane przed subdukcją dna oceanu Tetydy. Osady te powstały na południowym krańcu płyty azjatyckiej w czasie subdukcji dna oceanu Tetydy przed kolizją Azji z subkontynentem indyjskim.

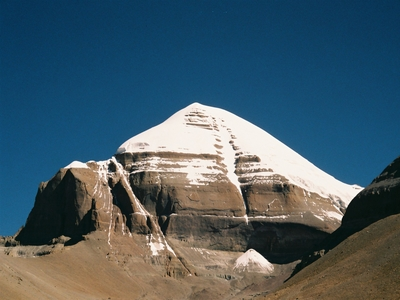
Południowa ściana góry Kajlas

## Alpinizm
W 1926 roku Hugh Ruttledge badał północną ścianę Kajlas, której wysokość ocenił na 1800 m i określił jako nienadającą się do wspinaczki. Rozważał wejście północno-wschodnią granią, ale zabrakło mu czasu. Ruttledge badał tę okolicę z pułkownikiem R. C. Wilsonem, który był po drugiej stronie góry ze swoim Szerpą Tsetsenem. Według Wilsona, Tsetsen powiedział mu: Sahib, możemy tędy wejść!, kiedy zobaczył grań południowo-wschodnią, będącą możliwą do przejścia drogą na szczyt. Kolejne fragmenty z artykułu Wilsona w Alpine Journal (nr 40 z 1928 roku) wskazują, że brał poważnie pod uwagę wspinaczkę na Kajlas, ale też zabrakło mu czasu. Herbert Tichy był w okolicy w 1936 roku, próbując wejść na Gurla Mandhatę. Kiedy spytał jednego z garponów okręgu Ngari, czy da się wejść na Kajlas, ten odpowiedział: „Tylko człowiek całkowicie wolny od grzechu mógłby wejść na Kajlas i nie musiałby wspinać się na strome, lodowe ściany, by to osiągnąć – po prostu zamieniłby się w ptaka i poleciał na szczyt”. Reinhold Messner otrzymał od władz chińskich możliwość wejścia na szczyt w połowie lat 80. XX wieku, ale odmówił.
W 2001 roku władze chińskie udzieliły zezwolenia hiszpańskiemu zespołowi Jesúsa Martíneza Novasa na wejście na szczyt, ale z powodu międzynarodowych protestów Chińczycy zdecydowali się na zakaz wszystkich prób zdobycia góry. Messner, w nawiązaniu do hiszpańskich planów, powiedział: „Jeśli zdobędziemy tę górę, to wtedy zawładniemy czymś w ludzkich duszach... Sugerowałbym im, by poszli i zdobyli coś trochę trudniejszego. Kajlas nie jest ani tak wysoki, ani tak trudny”.